# Шерлок Гномс
«Шерлок Гномс» (англ. Sherlock Gnomes) — британо-американский компьютерно-анимационный комедийный фильм режиссёра Джона Стивенсона. Сиквел мультфильма 2011 года «Гномео и Джульетта». Первый полностью анимационный фильм студии Paramount Animation, а также первый мультфильм Metro-Goldwyn-Mayer за 10 лет.

## Сюжет
Гномео и Джульетта вместе со своими дружками решают переехать в город, где их жизнь полностью меняется. Теперь их главной заботой оказывается подготовка собственного нового сада к весенним праздникам. И вот однажды пара возвращается домой и неожиданно обнаруживает, что все их родственники куда-то делись. И в любой подобном деле поможет только самый опытный и профессиональный сыщик, а именно Шерлок Гномс. Он известен всем в округе. От него они узнают, что в Лондоне исчезли их братья. Теперь следователь становится на защиту жителей прекрасных садов. Но и не без помощи его лучшего друга Ватсона это сложнейшее дело будет раскрыто. Эта тайна будет сводить молодых героев совершенно новыми друзьями и проведет ознакомление с местностью Лондона. 

## Роли озвучивали
- Джеймс Макэвой — Гномео, сын леди Ягодки и муж Джульетты
- Эмили Блант — Джульетта, дочь лорда Кирпичера и жена Гномео
- Джонни Депп — Шерлок Гномс
- Чиветел Эджиофор — гном Ватсон, друг Шерлока Гномса
- Джейми Деметриу — Мориарти
- Майкл Кейн — лорд Кирпичер, отец Джульетты
- Мэгги Смит — леди Ягодка, мать Гномео
- Эшли Дженсен — Нанетт, подруга Джульетты
- Мэтт Лукас — Бенни, лучший друг Гномео
- Стивен Мерчант — Парис
- Мэри Джей Блайдж — Ирэн, пластиковая кукла и бывшая подруга Шерлока Гномса
- Декстер Флетчер — горгулья Реджи
- Джейвон Принс — горгулья Ронни
- Хулио Бонет — гном в манкини
- Гэри Брэдбери — Барри, туалетный гном
- Ган Чи — проигрыватель для видеоигр
- Розали Крейг — капитан Нимрод
- Стив Хэмилтон Шоу — гном Стив
- Лэйла Хобарт — сотрудница полиции
- Джеймс Хонг — солонка
- Оззи Осборн — Оленёнок
- Дэн Старки — Тедди Грегсон/репортёр
- Джон Стивенсон — горилла
- Ив Уэбстер — миссис Аддерсон/большеухая гномиха
- Стивен Уайт — рабочий моста
- Келли Эсбёри — гномы-головорезы
- Джули Уолтерс — мисс Монтекки
- Ричард Уилсон — мистер Капулетти
- Синь Чжао — штабелируемые головки

## История создания
В марте 2012 года сообщалось, что продолжение мультфильма «Гномео и Джульетта» находится в разработке студией Rocket Pictures, а Энди Райли и Кевин Сесиль, двое из девяти авторов первого мультфильма, уже занимались написанием сценария. Сообщалось, что в сиквеле будет представлена альтернатива для Шерлока Холмса, «величайшего и декоративного детектива», нанятого персонажами из первого мультфильма, чтобы расследовать тайну исчезающих гномов.
В сентябре 2012 года сообщалось, что Джон Стивенсон, снявшего «Кунг-фу панду», был нанят срежиссировать мультфильм после отказа постановщика приквела Келли Эсбёри из-за занятости последнего над «Смурфиками: Затерянная деревня». Тем не менее, Эсбёри был вовлечен в сиквел в качестве креативного консультанта.
В ноябре 2015 года было объявлено, что Джонни Депп примет участие в озвучивании Шерлока Гномса, и что мультфильм будет выпущен 12 января 2018 года, а Макэвой и Блант вновь вернутся к озвучке Гномео и Джульетты соответственно.
В отличие от прошлого мультфильма, который был анимирован Arc Productions (теперь Jam Filled Toronto), «Шерлок Гномс» создавался в Великобритании и Франции. Как и первый мультфильм, анимация фильма была создана с использованием Autodesk Maya. 60 % анимационной команды находились в Лондоне, а остальные — в Париже. Во время пикового производства над проектом работало от 80 до 100 аниматоров.

## Прокат
Премьера в России, Сингапуре и на Украине состоялась 15 марта 2018 года, во Вьетнаме, Индонезии и США — 23 марта 2018 года, в Болгарии и Камбодже — 6 апреля 2018 года.
В России фильм получил печальную известность в связи с пожаром в торговом центре «Зимняя вишня» 25 марта 2018 года в Кемерове: зрители, находившиеся на сеансе фильма не были эвакуированы и впоследствии погибли, задохнувшись угарным газом.

## Критика и отзывы
На Rotten Tomatoes фильм имеет рейтинг 27 % на основе 67 рецензий со средним баллом 4,5 из 10. Критический консенсус сайта гласит: «„Шерлок Гномс“, к сожалению, совершенно озадачен тайной причиной своего собственного существования». На Metacritic мультфильм имеет 36 баллов из 100 на основе 14 рецензий, что указывает на «в целом неблагоприятные отзывы». Аудитория CinemaScore дали мультфильму оценку B+ по шкале от A+ до F.